# Gangster Wars
Gangster Wars (bra: Guerra entre Gangsters) é um filme americano de 1981 dirigido por Richard C. Sarafian.

## Sinopse
Três rapazes crescem juntos em um bairro pobre de Nova Iorque, até se tornarem os gângsters mais perigosos dos Estados Unidos.

## Elenco
| Ator                   | Papel                                           |
| ---------------------- | ----------------------------------------------- |
| Michael Nouri          | Charles "Lucky" Luciano                         |
| Brian Benben           | Michael Lasker                                  |
| Joe Penny              | Benjamin "Bugsy" Siegel                         |
| Richard S. Castellano  | Giuseppe "Joe the Boss" Masseria                |
| Louis Giambalvo        | Al Capone                                       |
| George DiCenzo         | Arnold Rothstein                                |
| Joseph Mascolo         | Salvatore Maranzano                             |
| Jonathan Banks         | Dutch Schultz                                   |
| Robert F. Lyons        | Legs Diamond                                    |
| Markie Post            | Chris Brennan                                   |
| Chad Redding           | Joy Olser                                       |
| Madeleine Stowe        | Ruth Lasker                                     |
| Robert John Burke      | Oficiall Reardon                                |
| Robert Davi            | Vito Genovese                                   |
| Jon Polito             | Thomas "Three Fingers Brown" Lucchese           |
| James Andronica        | Frank Costello                                  |
| Allan Arbus            | Goodman                                         |
| Lelia Goldoni          | Mrs. Lasker                                     |
| Ron Max                | Lepke                                           |
| Vincent Schiavelli     | Gurrah Shapiro                                  |
| Pierrino Mascarino     | Paul Ricca                                      |
| Shelly Batt            | Polly Adler                                     |
| Michael Fairman        | Mr. Silver                                      |
| James Purcell          | Adonis                                          |
| Joseph Ragno           | Profaci                                         |
| Al White               | Big Joe Isson                                   |
| Dana Goldstone         | Bo Weinberg                                     |
| Vincent Milana         | Morrie Sherman                                  |
| Ben Mittleman          | Moe Axelrod                                     |
| Robert Lesser          | Treasury Agent #1                               |
| Desiree Boschetti      | Garota de Charlie                               |
| Christopher L. O'Brien | Hijacker                                        |
| Sondra West            | Hostess                                         |
| Dominic Barto          | Morello                                         |
| Joe Tornatore          | Reina                                           |
| Carl Strano            | 1st Thug                                        |
| Charles Guardino       | Mangano                                         |
| Bob Giovani            | Tommy Gagliano                                  |
| Al Plaines             | Bagman                                          |
| Martin Beck            | Clerk                                           |
| Stephen Liska          | Leader                                          |
| Jesse Doran            | Treasury Agent #2                               |
| Joey DePinto           |                                                 |
| Karen Kondazian        | Mrs. Luciano                                    |
| Kathleen Lloyd         | Stella Siegel                                   |
| Kenneth Tigar          | Thomas E. Dewey                                 |
| Richard Foronjy        | Umberto Joe The Boss' Bodyguard (não creditado) |